# Junkers D.I
Junkers D.I (J9) – niemiecki samolot myśliwski (dolnopłat) z czasów I wojny światowej.

## Historia
Junkers D.I nosił oznaczenie fabryczne J9 i pod tą nazwą można spotkać go w literaturze. Został wprowadzony do użytkowania pod koniec wojny. Był całkowicie metalową konstrukcją z duraluminium. Dzięki temu okazał się stabilny w locie i nieczuły na warunki pogodowe, a dodatkowo szybki i wyjątkowo odporny na zestrzelenie przez wroga. Budowę rozpoczęto w lutym, a pierwszy lot nastąpił w kwietniu 1918 roku. Loty próbne odbywały się na lotnisku Döberitz. Pierwotnie wyposażono go w silnik Mercedes D.IIIa o mocy 180 KM. Później stosowano motor BMW IIIa o mocy 185 KM, który – prawdopodobnie – pozwalał osiągnąć szybkość do 240 km/h. Testowano również silnik Mercedesa D.IIIb w układzie V. Końcowe egzemplarze korzystały z silników Benz Bz.IIIaü (185 KM / 136 KW). Z powodu stosowania różnych silników trudno jest więc ściśle określić osiągi samolotu. W samolotach montowano dwa zsynchronizowane karabiny maszynowe LMG 08/15 kalibru 7,92 mm.
Zaprezentowano go przed władzami wojskowymi na przełomie maja i czerwca na lotnisku Berlin-Adlershof, a następnie w październiku 1918 roku. Nie spotkał się jednak z uznaniem pilotów. Np. Bruno Loerzer oraz Hermann Göring uważali, iż nadawał się tylko do zwalczania balonów na uwięzi oraz sterowców. Mimo że zaprojektowano go jako samolot myśliwski, był używany jako samolot rozpoznawczy. W czasie, gdy go wytwarzano, firmę Junkers połączono na krótko z wytwórnią Fokkera (Junkers-Fokker A.G.).
Z powodu trudności wojennych w zaopatrzeniu w surowce oraz skomplikowanego procesu produkcji armia zamówiła niewiele egzemplarzy tego samolotu (ok. 47). Prawdopodobnie ok. 30 trafiło na front zachodni we Flandrii. Jeden trafił do oddziałów Freikorpsu na terenie państw nadbałtyckich, walczących z bolszewikami. Przebywający tam Gotthard Sachsenberg określił D.I mianem najlepszego samolotu do lotów przy zmiennej pogodzie.
Jedyny oryginalny egzemplarz maszyny znajduje się w Muzeum Lotnictwa i Astronautyki Le Bourget. Został porzucony w czasie ucieczki Niemców w listopadzie 1918 na lotnisku i znaleziony przez żołnierzy francuskich.